# Palesisa maculosa
Palesisa maculosa är en tvåvingeart som först beskrevs av Villeneuve 1936.  Palesisa maculosa ingår i släktet Palesisa och familjen parasitflugor. Inga underarter finns listade i Catalogue of Life.